# Chloe Kelly
Chloe Maggie Kelly (Reading, 1998. január 15. –) angol női válogatott labdarúgó, a Manchester City támadója.

## Pályafutása
Kelly London, Ealing kerületében egy hétgyermekes család legkisebbik gyermekeként született. Öt testvérével egyetemben korán kezdett focizni és vasárnapjait legtöbbször a pályán töltötte a Queens Park Rangers fiataljai között.

### Klubcsapatokban

#### Arsenal
Góllal debütált a Watford ellen az Ágyusok színeiben a 2015. július 23-i ligakupa találkozón.
2016. február 24-én írta alá első szerződését. A Sunderland elleni mérkőzését követően csapata három hónapra kölcsön adta az akkor másodosztályban szereplő Everton gárdájának.
Visszatérése után három meccsen bizonyíthatott a 2016-os szezonban. 2017 februárjában meghosszabbította szerződését klubjával és 7 meccsen 2 gólt szerzett, majd újra az Evertonhoz került kölcsönbe.

#### Kölcsönben az Evertonnál
2016 júniusában három hónapos kölcsönszerződéssel került Liverpoolba, a kékeknél 9 meccsen 2 gólt jegyzett. A kontraktus lejártával visszatért nevelőegyesületéhez.
A klub feljutása után a 2017-es év decemberéig újabb félévet töltött a Karamellásoknál.

#### Everton
2018 januárjában kétéves megállapodást kötött a kékekkel. 

#### Manchester City
2020. július 3-án kétéves szerződést írt alá az égszínkék együtteshez és szeptember 5-én kezdőként lépett pályára az Aston Villa ellen. Pár nappal később a liga játékosai beválasztották a 2020-as év csapatába.
A 2020–2021-es bajnokság 21. fordulójában lejátszott Birmingham City elleni mérkőzés 73. percében keresztszalag szakadást szenvedett, amely hosszabb kényszerpihenőre késztette a 21 meccsen 10 gólt elérő támadót.

### A válogatottban
A húsz éven aluli válogatottal bronzérmet szerzett a 2018-as világbajnokságon. A sikeres szereplés után novemberben mutatkozhatott be Anglia első csapatában az Ausztria elleni barátságos találkozón.

## Sikerei

### Klubcsapatokban
Angol kupagyőztes (2):
- Arsenal (1): 2016
- Manchester City (1): 2019–20

### A válogatottban
Anglia
- U20-as világbajnoki bronzérmes: 2018
- SheBelieves-kupa győztes (1): 2019[11]

### Egyéni
- Az év csapatában (PFA) (1): 2020

## Statisztikái

### A válogatottban
2021. április 13-al bezárólag
| Válogatott | Szezon   | Mérk. | Gól |
| ---------- | -------- | ----- | --- |
| Anglia     |          |       |     |
| 2018       | 1        | 0     |     |
| 2020       | 3        | 0     |     |
| 2021       | 3        | 0     |     |
| Összesen   | Összesen | 7     | 0   |